# Транспортный комитет

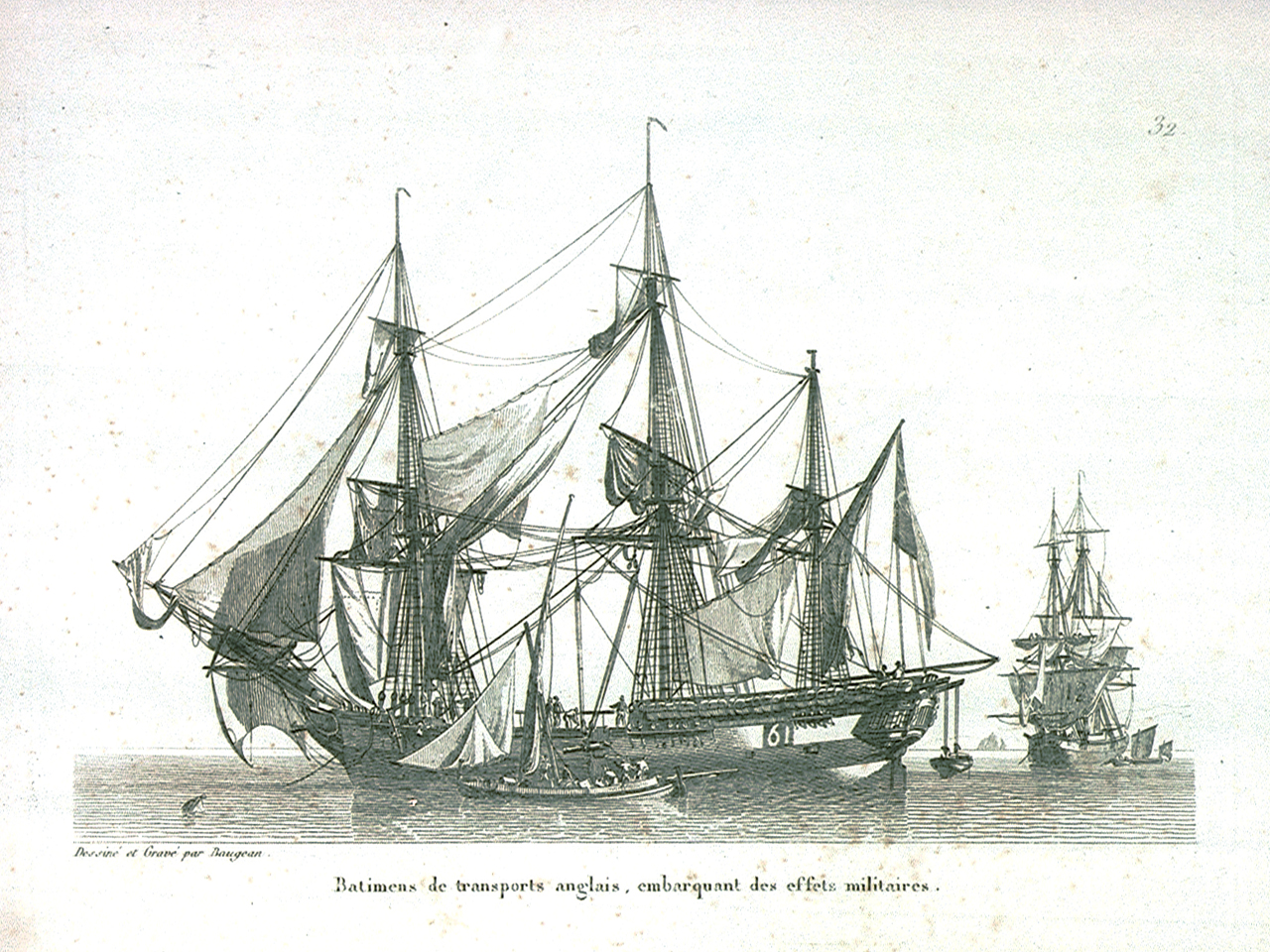
Английский транспорт под погрузкой, ок 1815.
Номер 61 на корме следует общей практике для военных транспортов. Тот же номер вписывался против названия в Регистр Ллойда

Транспортный комитет (англ. Transport Board, реже Board of Transport, Transport Service, или Transport Office) — отдел Британского Адмиралтейства, отвечавший за перевозки войск и грузов в интересах флота и армии. Существовал до 1756 года и с 1794 по 1817 годы.

## История
Предшественником Транспортного комитета был созданный в 1689 году специально для перевозки войск в Ирландию орган, позже получивший название Комиссии по транспорту, и взявший на себя обязанности по всем военным перевозкам морем. Комиссия просуществовала до 1724 года, после чего была распущена. Её обязанности поделили несколько отделов Военного кабинета. Однако такой способ зарекомендовал себя слабо, и долго не продержался.
Под другими названиями, в том числе Транспортный комитет, орган сохранял самостоятельность до 1756 года. Но с началом Семилетней войны был распущен, и обязанности снова переданы Военно-морскому комитету (англ. Navy Board).

## Американская война за независимость
Понимание проблем, возникающих при транспортировке и снабжении войск, ещё больше затруднялось передачей отдельных функций разным комитетам Адмиралтейства, и их отделением друг от друга и от Кабинета на Уайтхолле. К началу Американской войны за независимость четыре различных комитета конкурировали между собой за имеющийся тоннаж. Казначейство нанимало транспорты снабжения для армии; Военно-морской комитет — войсковые транспорты, а также грузовые для доставки морских припасов верфям и флотам за океаном; Комитет по вооружениям (англ. Ordnance Board) — для перевозки артиллеристов, боеприпасов и инженерного оборудования; Комитет снабжения — транспорты для снабжения флота. Только в марте 1779 года ситуация стала несколько разумнее. Казначейство не имело ни людей, ни опыта найма транспортов для армии и, отчасти благодаря решительности Чарльза Миддлтона, тогда контроллера флота, эти функции были переданы в Военно-морской комитет.
Вначале от британской армии в Америке ожидалось, что она сможет отчасти обеспечивать свои нужды из местных ресурсов, но её неспособность захватить достаточные прибрежные территории, особенно по части дров и фуража для лошадей, немедленно породила кризис. К началу 1778 года Казначейство, отвечавшее за провизию и припасы, собрало флот из 115 транспортов общим тоннажом 30 052 тонны. Но в 1779 году взявший обязанности на себя Военно-морской комитет обнаружил, что помимо 38 000 регулярных войск в Америке и 7000 в Канаде, на нём лежит снабжение 10 500 напрвляющихся в Вест-Индию, 369 поставленных в Западной Африке, почти 5000 в Гибралтаре и свыше 2100 на Минорке.
К декабрю 1781 года Военно-морской комитет имел 369 наёмных транспортов — 157 войсковых и 212 грузовых. Эти цифры он превосходил только в июле 1776 года, когда нанял 416 транспортов, суммарно 128 427 тонн, для первозки в Америку 27-тысячной армии. Большинство этих судов были найдены по объявлениям в лондонских газетах, после чего обмерены, обследованы, оценены и оснащены на королевских верфях, прежде всего в Дептфорде.
За океан доставляли пехоту, кавалерию, бивуачное оборудование, армейскую форму, лошадей, квартирмейстерские припасы, товары для обмена с индейцами и множество других предметов. Бивуачное оборудование, например, включало палатки с шестами и кольями, молотки, бочонки, пороховые картузы, топоры, серпы, прикетные столбы и верёвки, ведра, чайники, фляги, ранцы и лагерные флажки.
Войска грузились из расчёта 100 человек на 200 тонн брутто. Высокий человек не мог ни стоять в палубах во весь рост, ни сесть прямо в койке. Людей набивали по шесть человек в кубрик, рассчитанный на четверых. Спать одновременно они не могли, если только не укладывались вплотную, и тогда должны были переворачиваться тоже все вместе. Один бывалый гессенский наёмник записал: «Самая тяжелая кампания не будет таким испытанием, как подобный переход.» А некий гвардейский офицер высказался ещё сильнее.
Проблемы связи и координации между комитетами так и не были преодолены. Но даже если бы были, самая рациональная организация ничего не могла бы поделать с физической нехваткой доступных под транспорты судов. После 1780 года флот несколько раз пытался поднять этот вопрос в Кабинете, но напрасно.

## Методы
Всё это время практика комитета, комиссии, или отделов, независимо от названия, была одинакова: они действовали «по вызову». Когда возникала очередная нужда в перевозке или снабжении войск, делался запрос, который Парламент передавал в Тайный совет королевства. Подписанные там указы (англ. Orders in Council) становились юридической основой для найма или реквизиции, а также переоборудования транспортов. Начинался отбор подходящих судов из торгового флота, их сбор на верфях для обследования и переделки, доукомплектование и организация в отряды или конвои. Когда надобность в них отпадала, их возвращали владельцам или отправляли на рейдовую службу, на продажу, на слом и т.д. Это был сравнительно медленный процесс, и не раз бывало, что нехватка готовых к выходу транспортов заставляла откладывать экспедицию на сезон.
Другим недостатком таких методов была неготовность, а часто нежелание торговых капитанов подчиняться флотской дисциплине, соблюдать ордер, принимать и передавать сигналы, и так далее, что ещё больше затрудняло использование торговых судов в военных целях. Так, в 1782 году из 31 транспорта, шедшего с флотом в осаждённый Гибралтар, только 4 правильно поняли инструкции и вошли в бухту сразу. Остальные пропустили поворот, и флоту пришлось ещё трое суток собирать их и приводить в порт.
Лично секретарь Адмиралтейства Чарльз Миддтон ещё с 1780 годов ратовал за создание флотилии не наёмных, а постоянно приписанных транспортов под прямым управлением флота. По его мнению, это должно было решительно повлиять на успех будущих экспедиций, так как время, потерянное на наём, сбор и подготовку транспортов нередко означало потерю стратегический внезапности, и слабые результаты высадок.

## Революционные и Наполеоновские войны

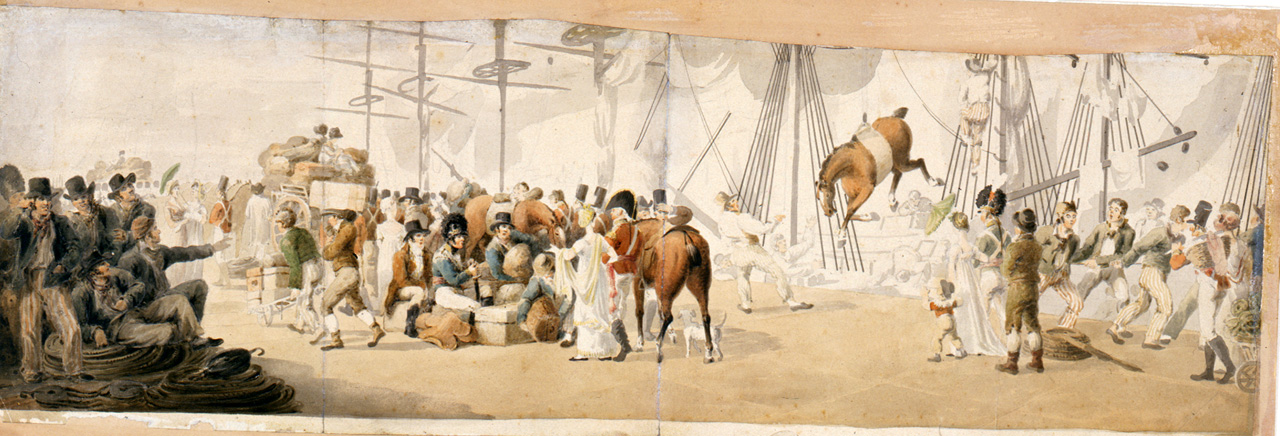
Погрузка войск в Маргейте, ок. 1800

Возрождённый после 1794 года Транспортный комитет испытал значительный рост. Помимо колониальной войны за океаном этот рост был обусловлен быстро меняющейся обстановкой в Европе, с десантными экспедициями на континент. Так, в 1800 году одна и та же экспедиционная армия получила приказ сделать четыре высадки — в Италии (Ливорно), в Испании (Ферроль), на Мальте и во Франции (Киберон).
К тому же продолжались усилия Миддлтона, позже лорда Бархэма, по приобретению транспортов флотом. Когда такие транспорты появились (в основном путём переделки из старых двухдечных кораблей), у Комитета возник постоянный корабельный состав, организация разрослась, и её стали всё чаще именовать Транспортной службой (англ. Transport Service).
Самым большим фактором в росте флота транспортов оказалась Иберийская война. Тогда Парламентом было принято политическое решение не позволять армии «кормиться с земли», то есть не фуражировать на месте, чтобы не отталкивать население. Вместо этого все снабжение решили доставлять морем — первый случай в истории войн. Расходы были огромны, но было решено, что ради успеха войны Британия может их себе позволить. Потребности Комитета

... по найму и приобретению кораблей и судов, для перевозок войск и обоза, продовольствия, оружия и боеприпасов, жилья, расходных товаров, морских и военных припасов всякого рода
Оригинальный текст (англ.)the hiring and appropriating of ship's and vessels for the conveyance of troops and baggage, victualling, ordnance, barrack, commissariat, naval and military stores of all kinds

к 1810 году дошли до 980 судов общим тоннажом 250 000 тонн, что составило одну десятую всего торгового тоннажа Великобритании. Транспортный комитет базировался в Лондоне и состоял из 6 членов, или комиссаров (англ. commissioners), обычно в звании полного капитана, и агентов на местах (обычно лейтенантов в возрасте) в портах Дептфорд, Дил, Портсмут, Плимут, Корк, Дублин, Ливерпуль и Лейт. В Дептфорде и Портсмуте агенты на местах были капитанами, и именно в этих двух местах транспорты как правило обследовались и нанимались, причём предпочтение отдавали обшитым медью. Другие офицеры служили «агентами на борту», действуя в качестве коммодоров, отвечавших каждый за свой отряд транспортов.
Нанятые суда, обычно в 350—600 тонн, часто специально снабжались лошадиными стойлами, либо кубриками (по четыре солдата на каждый). Пехотный батальон в 600 человек перевозили три транспорта. Из этого понятно, что армия требовала одной-двух сотен.
Военные транспорты, которых в те годы насчитывалось 40—50, использовались только для доставки припасов на заморские базы. Но главной заботой Комитета была поддержка армии на Иберийском полуострове. в 1810 году прямиком в Португалию и Испанию ходили 320 транспортов, и ещё 120 в Гибралтар и Средиземное море. Из оставшихся лишь 15 были заняты поддержкой войск на Гельголанде и Балтике, и ещё 19 в других местах, как Канада, Мыс Доброй Надежды, Южная Америка и Вест-Индия. Войска, посылаемые в Ост-Индию, перевозились на кораблях Компании. Ещё 54 транспорта использовались у своих берегов и в Ирландском море. Стоимость найма была 25 шиллингов за тонну для обшитых медью, 21 шиллинг для обшитых деревянной рейкой, и 20 шиллингов для простых корпусов, где основная доска ничем не прикрыта.
Большинством транспортов командовали прежние торговые капитаны, с командой из расчёта пять человек и один бой (юнга) на каждые 100 тонн. Однако укомплектованные флотом, специально переделанные «вооружённые транспорты» были под командованием сверхсписочных лейтенантов, и либо служили охранением для групп обычных транспортов, либо делали переходы самостоятельно. Они были либо из «купцов», нанятых пустыми, без команды, либо бывшие фрегаты или малые двухдечные, вооружённые en flûte, с сильно сокращённым вооружением, дабы освободить место под войска и грузы. В общем служба на них считалась на флоте вторым сортом, уделом неудачливых или выстаревших офицеров. Однако из них выходили и такие, как Джеймс Боуэн, поднявшийся от мастера до адмирала.
В 1806 году, с упразднением Комитета по больным и раненым (англ. Sick and Hurt Board), его обязанности и часть персонала перешли к Транспортному комитету.

## Роспуск и последователи
Окончание Наполеоновских войн подтолкнуло Адмиралтейство к экономии. В частности, появились сторонники мнения, что коллективная ответственность Комитета ведёт к неэффективности и растрате средств. В 1817 году Комитет был упразднён, а его функции разделили Военно-морской комитет и Комитет снабжения (англ. Victualling Board), с одновременным сокращением числа членов до 8.
Во время Крымской войны Комитет возродился как смешанная служба флота и армии, а в 1861 году, по рекомендации комиссии Палаты общин, его заменил Транспортный кабинет (англ. Transport Office), подчинявшийся только лордам. Через год он был преобразован в Транспортный отдел Адмиралтейства (англ. Transport Department of the Admiralty).